# Cardiophorus moralesi
Cardiophorus moralesi là một loài bọ cánh cứng trong họ Elateridae. Loài này được Cobos miêu tả khoa học năm 1958.